# 瓦龙格
瓦龙格，是匈牙利托尔瑙州所辖的一个村，总面积6.63平方公里，总人口149，人口密度22.5人/平方公里（2010年1月1日）。